# Trådlös högtalare

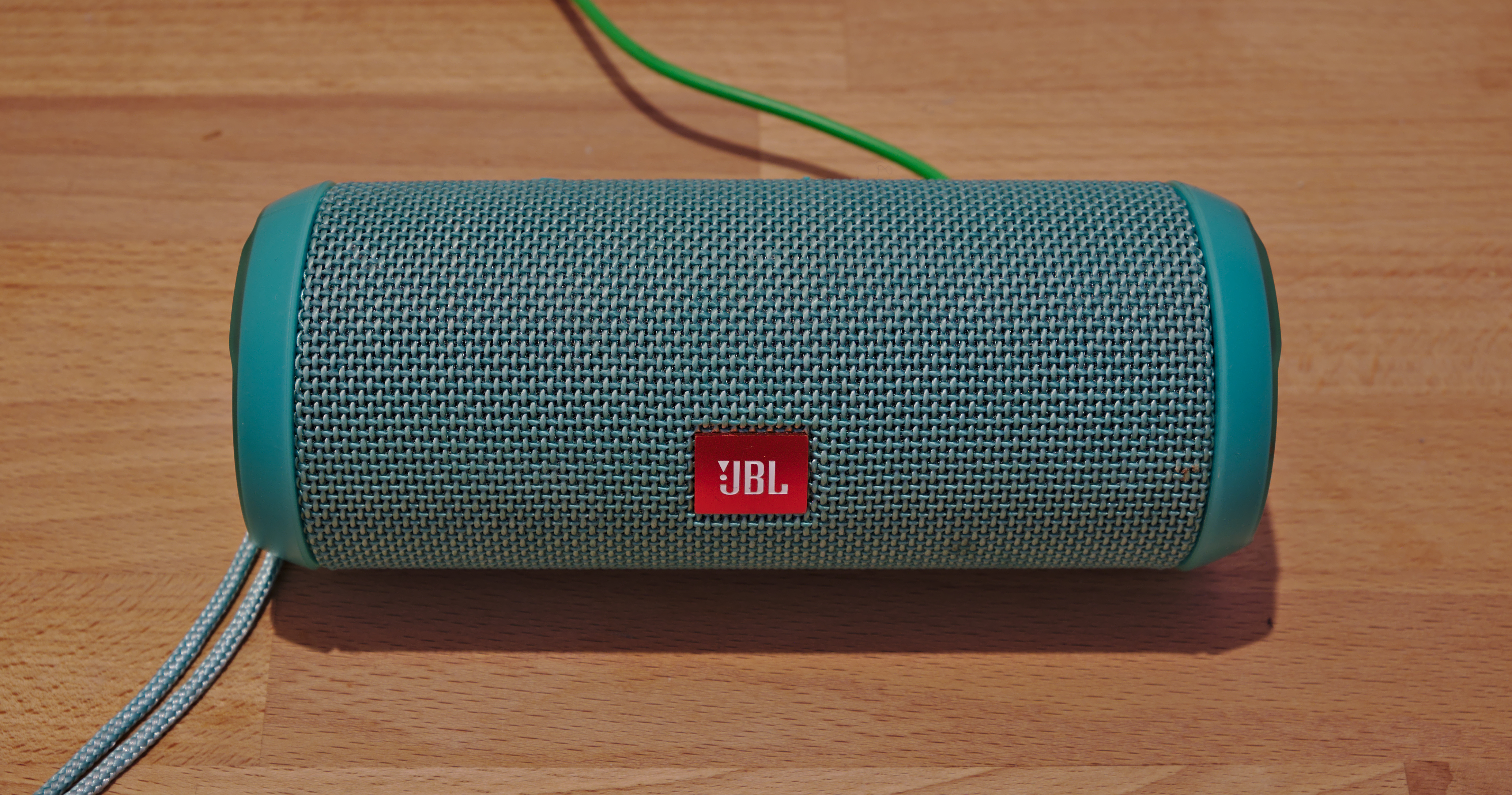
en trådlös högtalare

Trådlösa högtalare är högtalare som tar emot ljudsignaler med radiofrekvens (RF) vågor snarare än över ljudkablar. De två mest populära RF-frekvenserna som stöder ljudöverföring till trådlösa högtalare inkluderar en variation av WiFi IEEE 802.11, medan andra är beroende av Bluetooth för att överföra ljuddata till den mottagande högtalaren.

## Översikt
Trådlösa högtalare består av två enheter: en huvudsaklig högtalarenhet som kombinerar själva högtalaren med en RF -mottagare och en RF -sändarenhet. Sändaren ansluter till ljudutmatningen från alla ljudenheter som Hi-Fi-utrustning, tv-apparater, datorer, MP3-spelare, etc. En RCA-kontakt används normalt för att uppnå detta. Mottagaren är placerad där lyssnaren vill att ljudet ska vara, vilket ger frihet att flytta runt de trådlösa högtalarna utan att behöva använda kablar. Mottagaren/högtalarenheten innehåller i allmänhet en förstärkare för att öka ljudsignalen till högtalaren; den drivs antingen av batterier eller av ett vägguttag. [2]
Signalfrekvensområdet som används av trådlösa högtalare är i allmänhet detsamma som det som används av trådlösa telefoner - 900 MHz. RF -signalen kan passera väggar och golv/tak. De flesta tillverkare hävdar att signalen sänder över ett intervall på 150 till 300 fot (50 till 100 m). Många trådlösa högtalare har variabla överföringskanaler som kan ställas in med hjälp av en inställningsratt för att övervinna potentiella RF -störningar med andra trådlösa enheter i närheten, till exempel trådlösa telefoner eller babyvakter.
Vissa trådlösa högtalare använder 2,4 GHz -frekvensbandet.

## Ljudkvalitet
De mest grundläggande modellerna erbjuder bara en uteffekt på 3W, vilket inte möjliggör optimal ljudkvalitet. Mellanklassmodeller går upp till 5W och avancerade modeller kan gå upp till 10W och längre. [Citat behövs]
Antalet högtalare kan också variera: medan nybörjarmodeller är begränsade till en enda högtalare, kan mer genomarbetade modeller erbjuda två, och därmed ha stereoljudåtergivning. Vissa trådlösa högtalare lägger till en passiv radiator för att förbättra lågfrekvent reproduktion och uppnå djupare ljud.

## Blåtand
De senaste modellerna använder i allmänhet Bluetooth 4.0 eller till och med Bluetooth 5, och trådlösa högtalare har i allmänhet en räckvidd på 10 meter. [Citat behövs] Bluetooth -enheter använder en radiokommunikationsfrekvens så att enheterna inte behöver vara i en synvinkel med varje Övrig.
Vissa högtalare kan dra nytta av NFC -systemet för att underlätta parning med källenheten. (Citat behövs)

## Batteri
Trådlösa högtalare använder laddningsbara batterier för att driva dem. Drifttiden för högtalaren innan den måste laddas är vanligtvis 6 timmar. Modeller med mer kraftfulla batterier kan hålla upp till 10 timmar eller mer. Nästan alla trådlösa högtalare fungerar med laddningsbara batterier som inte är utbytbara, så att livslängden för dessa högtalare är batteriernas. Vissa högtalarmodeller med stor batterikapacitet kan också fungera som en powerbank för att ladda en annan enhet till full kapacitet, till exempel en mobiltelefon.
De laddas vanligtvis med antingen en C8-apparatkontakt eller en mer universell USB-kontakt, främst via antingen mini- eller mikro-USB- eller USB-C-kontakter. Andra högtalare använder proprietära kontakter som Apples Lightning -kontakt. Hela laddningscykeln för en högtalare varierar i allmänhet från 3 till 6 timmar.

## Hybrid trådlösa högtalare
Från och med 2015 integrerar vissa trådlösa högtalare VOIP -telefonifunktioner. Andra modeller har en integrerad FM -radio. De högre modellerna har en LCD -skärm för att göra det lättare att välja och lagra radiostationer.
De flesta trådlösa högtalare har en inbyggd mikrofon som gör det möjligt att ta emot och ringa samtal med en mobiltelefon i handsfree-läge. När ett samtal kommer in stängs musiken av automatiskt och återupptas så snart samtalet avslutas.
Med utvecklingen av röstassistenter har tillverkarna integrerat möjligheten att para dem med sina enheter. På så sätt kan kommandon skickas till högtalaren via den integrerade mikrofonen, som sedan kommer att utföras av röstassistenten. 

## Duschhögtalare

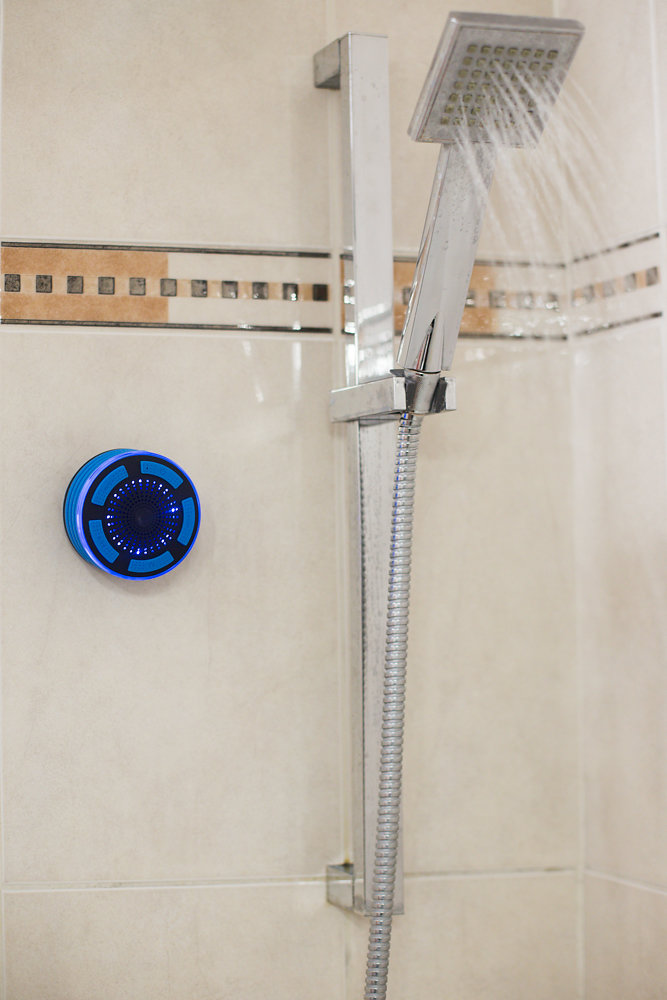
En duschhögtalare

En duschhögtalare är en Bluetooth -högtalare utformad för användning i fuktiga miljöer som duschar eller mer allmänt i badrummet. Det finns också duschhögtalare som använder Wi-Fi, även om detta är mer sällsynt.
Högtalaren måste först kopplas ihop med en Bluetooth -enhet. I allmänhet är det en smartphone eller surfplatta. Det är denna enhet som kommer att fungera som källa för musiken som kommer att spelas genom högtalaren. [Citat behövs]
En duschhögtalare måste först och främst klara vattenstänk. Detta motstånd uttrycks av ett IP (Ingress Protection) index som måste anges på produkten. De vanligaste indexen som påträffas är IPX4 -indexet, vilket indikerar att enheten är skyddad.